# Чаша из Хасанлу
Чаша из Хасанлу — уникальный золотой артефакт, созданный около IX века до н. э. и найденный в 1958 году во время раскопок древней крепости Хасанлу (современный Иран) под руководством американского археолога Роберта Х. Дайсона. Это самый известный предмет из Хасанлу, поселения с тысячелетней историей. В XXI веке чаша экспонируется в Иранском национальном музее.

## Описание

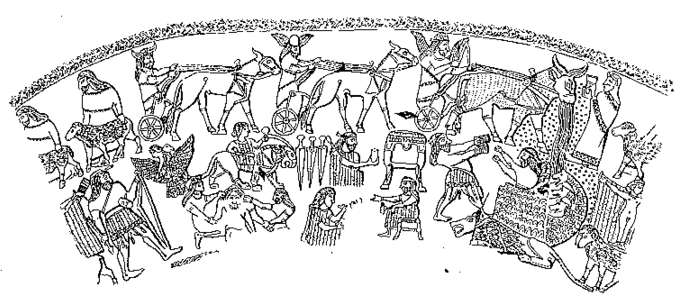
Прорисовка орнамента чаши

Чаша имеет высоту 20 см, диаметр обода 18 см, основания — 15 см, а толщина стенок составляет 4,6 мм. Её поверхность украшена сложным орнаментом, разделённым на три горизонтальные полосы:
- В верхней полосе изображены сцены с колесницами, запряжёнными мулами и быком, а также процессия людей, ведущих овец.
- Средняя полоса содержит разнообразные образы: двуглавую крылатую фигуру, женщину на льве с зеркалом, мечи, обнажённую женщину с покрывалом и другие.
- Нижний ярус демонстрирует сцены сражений, передачу младенца и чудовищ с фантастическими элементами.

Изображения не содержат надписей, их смысл и персонажи остаются загадкой. Возможно, они отражают мифы или героические сцены, а стилистика близка к вавилонской.
Обилие солярной символики и золото как материал чаши свидетельствуют о распространении верований, связанных с солнцем, а сама чаша возможно является культовым предметом.

## Археология
Чаша найдена в разрушенном слое Хасанлу-IV, связанном с разгромом крепости около 800 года до н. э., предположительно захватчиками из Урарту. Она лежала под обломками здания с останками трёх человек, один из которых сжимал её в руках. Все они были найдены в юго-восточной комнате сгоревшего здания под завалом кирпичей. В момент смерти они предположительно находились на втором этаже здания. Чаша лежала у северной стены, рядом с фалангами пальцев её носителя.
Первый из троицы воинов был вооружен железным мечом и кинжалом с золотой рукоятью. Второй, который нёс чашу, имел перчатку с рядами бронзовых пуговиц. У третьего воина была звездообразная булава, кинжал и меч. Единого мнения относились эти люди к захватчикам или защитникам крепости у учёных пока нет, но, по мнению Дайсона, погибшие люди, рядом с которыми была найдена чаша — это именно защитники Хасанлу, которые пытались спасти одно из главных сокровищ крепости.
Эдит Порада в статье «Чаша из Хасанлу» в журнале Expedition в 1959 году дала подробное описание деталей самой чаши и попыталась идентифицировать изображения на базе хурритской, касситской и шумерской мифологии.
Чаша была сплющена, но рельефные изображения хорошо сохранились. Создателями чаши считаются маннейцы — древний народ, живший в районе озера Урмия. История маннейцев плохо изучена, а их письменность не сохранилась. Большинство ученых относят изготовление чаши к концу 2-го тысячелетия до н. э. (1250—1000).